# Directory corrente
Per directory corrente, nota anche come directory di lavoro, si intende la directory in cui un processo cerca o crea file e directory i cui nomi non specificano la directory nel file system che li contiene. La directory corrente è anche usata come punto di riferimento di partenza quando il nome del file o directory a cui accedere è un percorso relativo (relativo appunto alla directory corrente).
In molti sistemi operativi, come ad esempio quelli Unix e Unix-like la directory corrente è un attributo specifico di ciascun processo, che può modificarlo tramite apposite chiamate di sistema (ad esempio chdir nei sistemi Unix). Generalmente un processo non può modificare l'impostazione della directory corrente di un altro processo, ma può avviarne uno nuovo con una directory corrente di sua scelta.